# Euonymus oxyphyllus
Euonymus oxyphyllus är en benvedsväxtart som beskrevs av Friedrich Anton Wilhelm Miquel. Euonymus oxyphyllus ingår i släktet Euonymus och familjen Celastraceae. Inga underarter finns listade.

## Bildgalleri

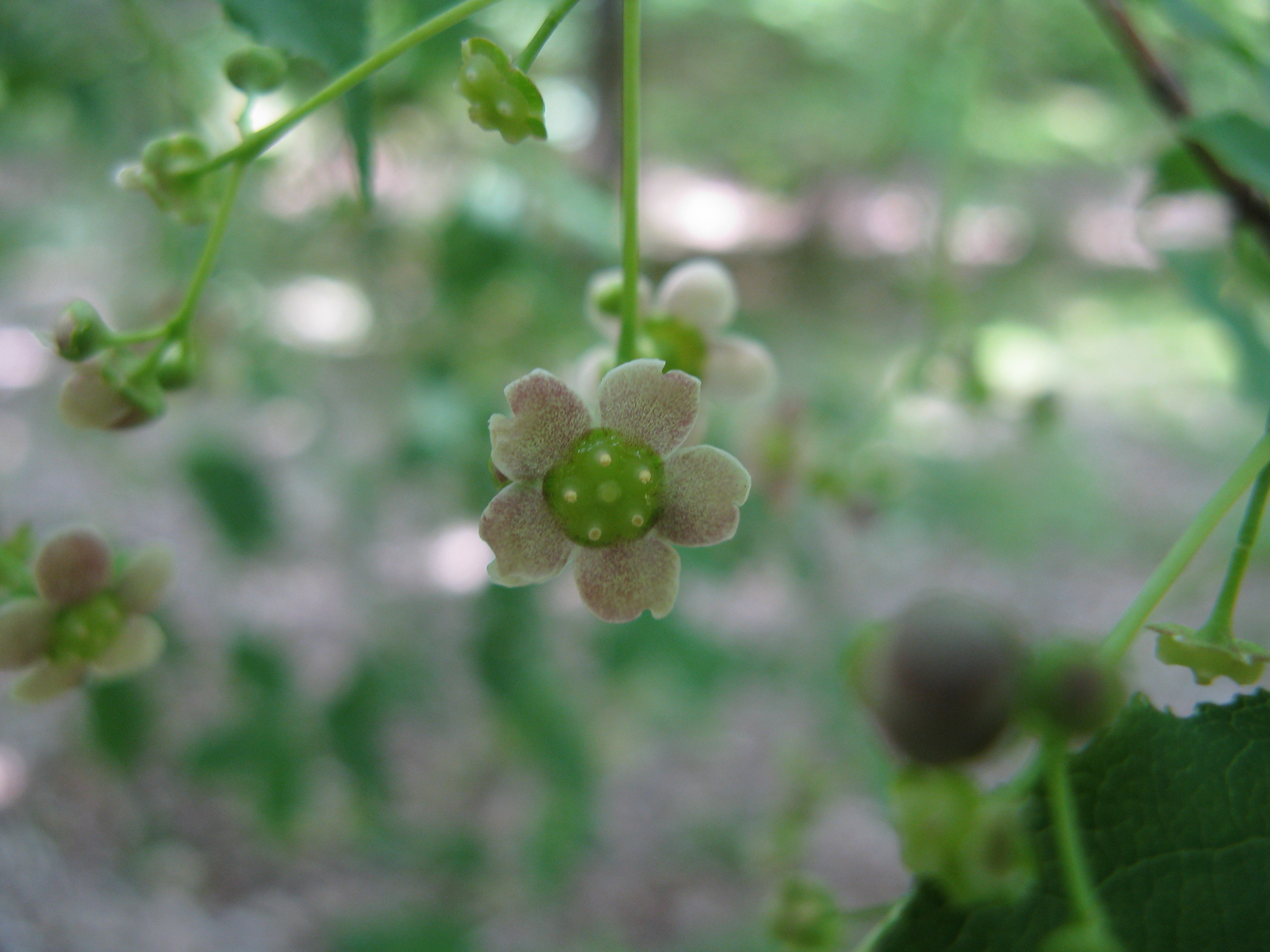
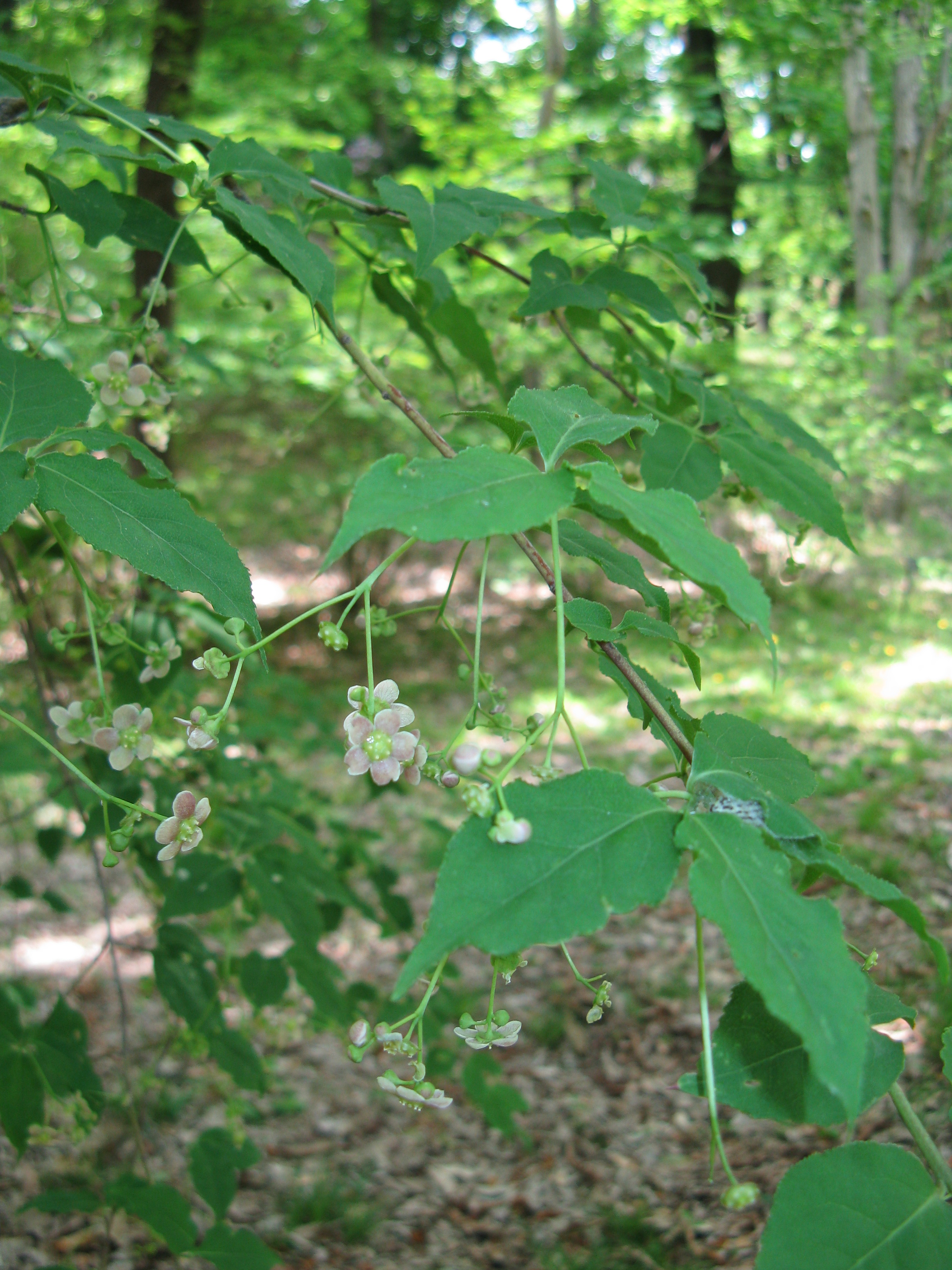
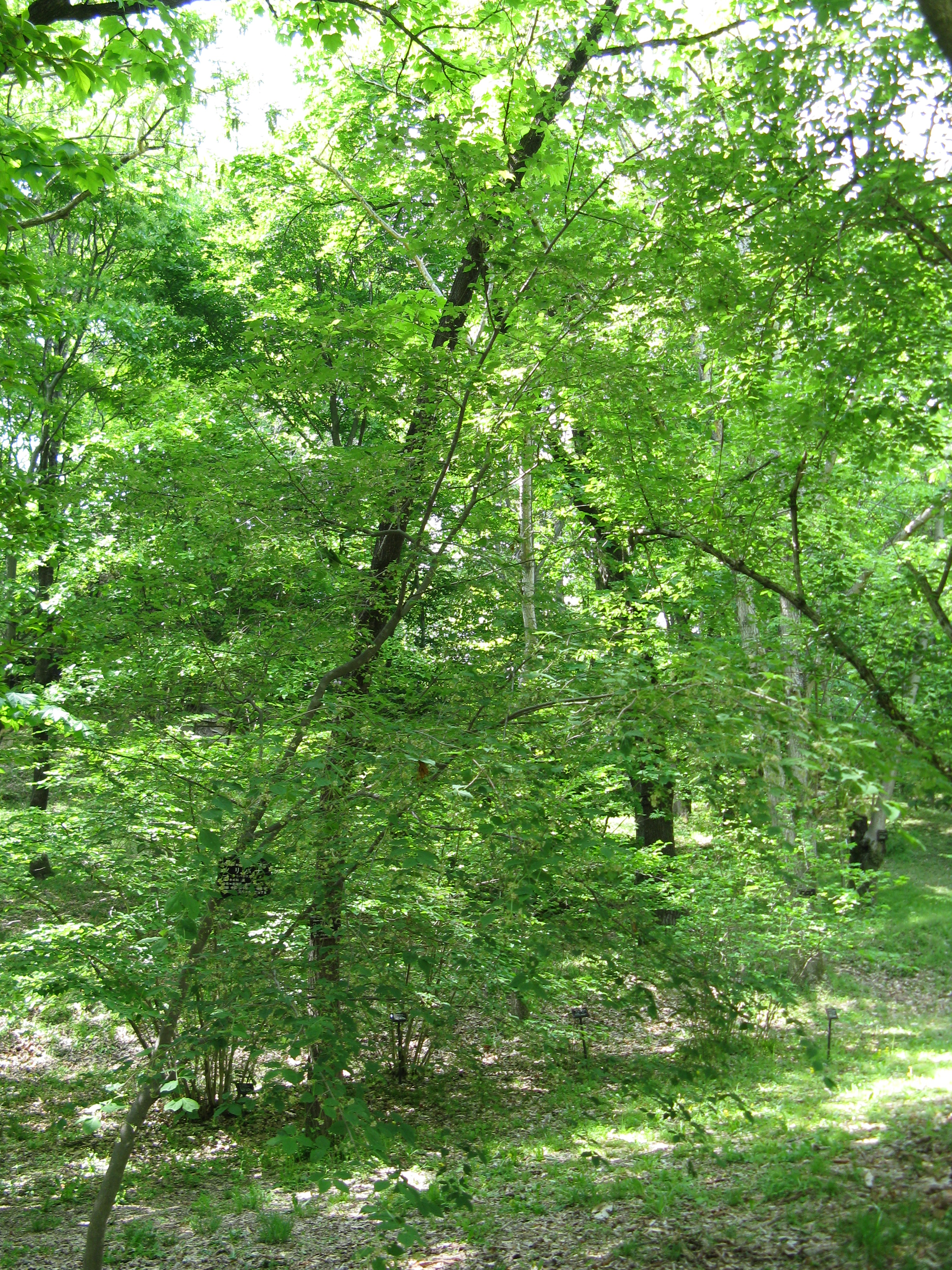
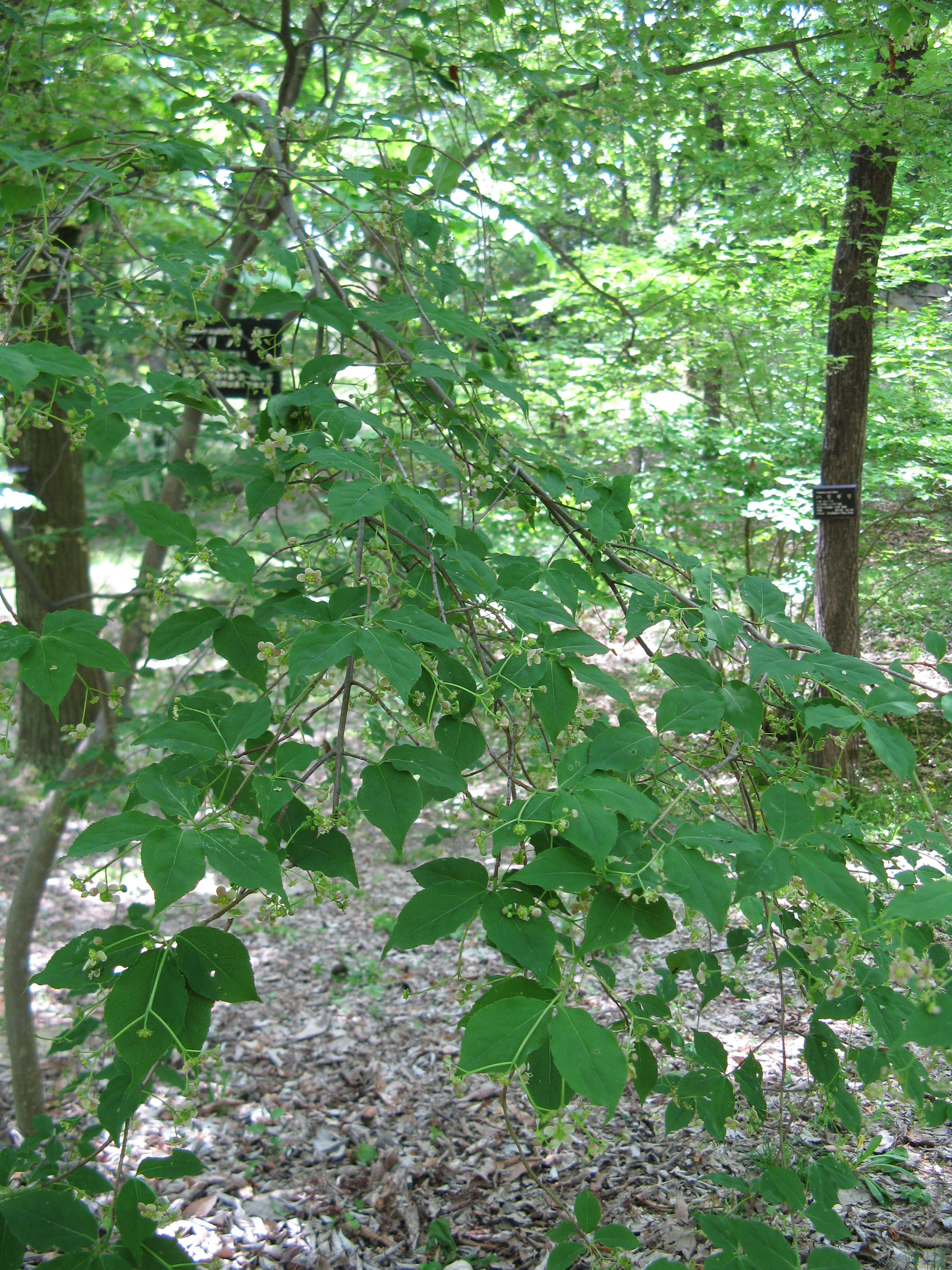